# Zbigniew Brym
Zbigniew Brym, ps. Zdunin (ur. 1 lutego 1919 w Warszawie, zm. 1 grudnia 2006 tamże) – pułkownik Wojska Polskiego, fotografik i publicysta.

## Życiorys

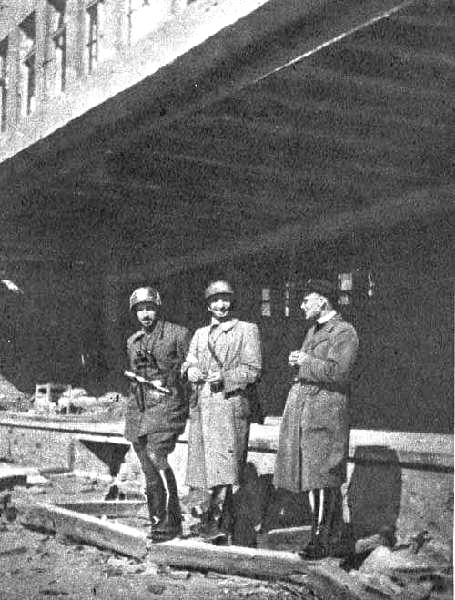
Por. Zbigniew Brym „Zdunin”, ppor. „Piotr” i kapelan ksiądz kapitan Antoni Czajkowski „Badur” z 3 kompanii por. „Zdunina” ze Zgrupowania „Chrobry II” na Dworcu Pocztowym w końcu sierpnia 1944 r.

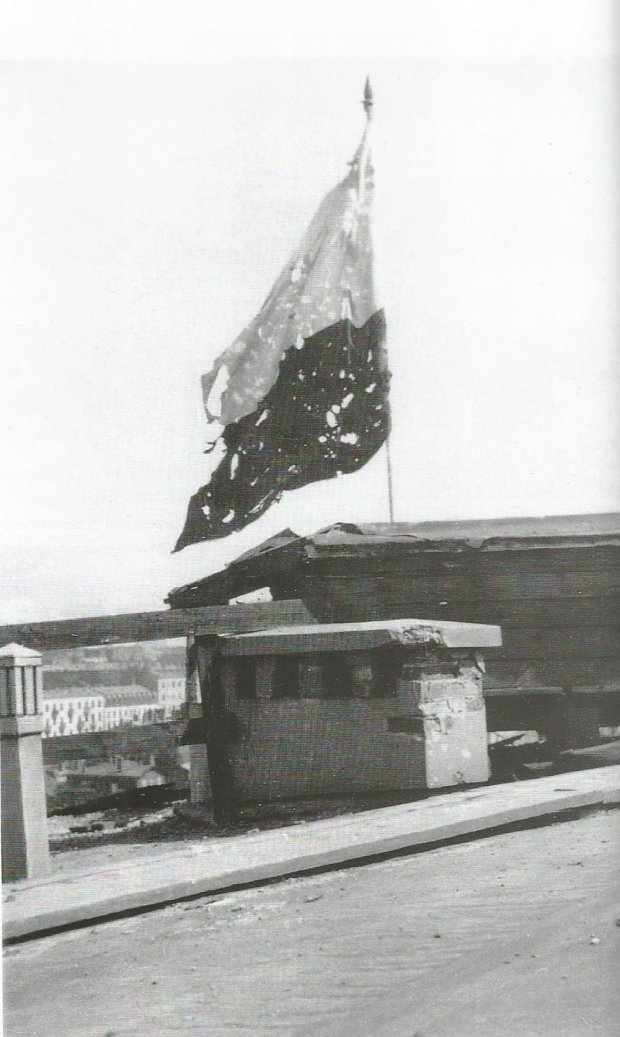
Fotografia Zbigniewa Bryma: Flaga na Dworcu Pocztowym (na rogu ulicy Żelaznej i Chmielnej w ostatnich dniach powstania warszawskiego

Urodził się w Warszawie jako syn Józefa. Miał siostrę i brata Mieczysława (plutonowy podchorąży ps. „Tolimierz”, zginął w powstaniu warszawskim idąc na zbiórkę 3. kompanii).  Ukończył Gimnazjum Państwowe im. Adama Mickiewicza w Warszawie. Po maturze na podstawie konkursu świadectw został przyjęty na Wydział Prawa Uniwersytetu Warszawskiego. Absolwent Szkoły Podchorążych Saperów w Modlinie. Uczestnik wojny obronnej – walczył jako żołnierz Samodzielnej Grupy Operacyjnej „Polesie” gen. Kleeberga. Wzięty do niewoli w rejonie Twierdzy Brześć, uciekł ok. 23 września 1939 i przedostał się do Warszawy. Działał w konspiracji. Był dowódcą jednej z kompanii TAP, zastępcą dowódcy kompanii oddziału saperskiego ZWZ. W powstaniu warszawskim dowódca 3. kompanii Zgrupowania „Chrobry II”. Od 7 września 1944 – podporucznik. Jest autorem fotografii dokumentalnych z okresu powstania. Po upadku powstania trafił do niewoli niemieckiej - od 5 października 1944 był jeńcem Stalagu 344 Lamsdorf, następnie od 19 października 1944 - Oflagu VII A Murnau. 
Po powrocie do kraju represjonowany przez UB. Przez 3 lata był więziony bez wyroku w więzieniu przy ul. Rakowieckiej w Warszawie. Na wolność wyszedł po amnestii. Po wojnie zmienił nazwisko na Zdunin-Brym.
Był jedną z osób współpracujących w Radzie Honorowej Budowy Muzeum Powstania Warszawskiego.
Odznaczony Warszawskim Krzyżem Powstańczym.
Zmarł w Warszawie, pochowany na cmentarzu Wojskowym na Powązkach (kwatera A 18-7-28).

## Próba upamiętnienia
W marcu 2014 część radnych m.st. Warszawy wnioskowała o nadanie imienia Zbigniewa Bryma rondu na skrzyżowaniu Alej Jerozolimskich i al. Jana Pawła II, przy Dworcu Centralnym. Większość jednak zagłosowała za nazwaniem ronda imieniem Czterdziestolatka.

## Niektóre publikacje
- Żelazna Reduta
- Grochem o ścianę. Zbiór pism – artykułów z lat 1946–2002